# HH Близнецов
HH Близнецов (лат. HH Geminorum) — двойная затменная переменная звезда типа Беты Лиры (EB) в созвездии Близнецов на расстоянии (вычисленном из значения параллакса) приблизительно 19 648 световых лет (около 6 024 парсек) от Солнца. Видимая звёздная величина звезды — от +14,2m до +13,6m. Орбитальный период — около 2,5305 суток.

## Характеристики
Первый компонент — жёлто-белая звезда спектрального класса F. Эффективная температура — около 6793 К.
Второй компонент — жёлто-белая звезда спектрального класса F.